# Tachocline

Rotation interne dans le Soleil, montrant une rotation différentielle dans la région convective externe et une rotation presque uniforme dans la région radiative centrale. La transition entre ces régions s'appelle la tachocline. Image reproduite avec l'aimable autorisation de GONG :.

Dans le manteau solaire, la tachocline (prononcer /takoklin/) est la zone de transition entre la zone centrale de rotation uniforme et la zone périphérique de rotation différentielle, concrètement entre la zone radiative et la zone convective. Le terme tachocline a semble-t-il été introduit par l'astrophysicien français Jean-Paul Zahn en 1992.
Les études héliosismologiques indiquent que la tachocline se situe à 0,7 rayon solaire du centre du Soleil. Elle pourrait jouer un rôle important dans la génération du champ magnétique solaire et dans la dynamo solaire. Les cycles solaires n'affectent que la zone convective, au-dessus donc de la tachocline.